# 1612 Hirose
1612 Hirose (1950 BJ) là một tiểu hành tinh vành đai chính được phát hiện ngày 23 tháng 1 năm 1950 bởi Reinmuth, K. ở Heidelberg.